# Miss Universo 1972
Miss Universo 1972, la 21.ª del concurso de belleza Miss Universo, se celebró en el Hotel Cerromar Beach en Dorado, Puerto Rico el 29 de julio de 1972. Kerry Anne Wells fue la primera australiana en ganar la corona de Miss Universo. A la Miss Universo saliente, Georgina Rizk del Líbano, no se le permitió entregarle la corona a su sucesora, debido a las restricciones del gobierno por temores a un ataque terrorista. Estos temores se desencadenaron cuando, dos meses antes del concurso,  se produjeron bombardeos fuera del hotel en el que Miss USA, Tanya Wilson, se hospedaba entonces. Además, un grupo de japoneses contratados por terroristas árabes, atacaron el aeropuerto internacional de Tel Aviv y mató a veintidós turistas de Italia. Los italianos se dirigían a Tierra Santa, cuando ocurrió la masacre. Líbano no compitió en 1972 y Georgina no podía estar allí para dar la corona de Miss Universo 1972. En este caso, Wells fue coronada por Miss Universe 1970, Marisol Malaret de Puerto Rico y Toni Rayward, la 1° finalista de Miss Universe 1971.

## Resultados

### Posiciones
| Final results      | Contestant |
| ------------------ | --- |
| Miss Universe 1972 | - Australia - Kerry Anne Wells |
| Primera Finalista  | - Brasil - Rejane Vieira † |
| Segunda Finalista  | - Venezuela - María Antonieta Cámpoli |
| Tercera Finalista  | - Israel - Ilana Goren |
| Cuarta Finalista   | - Inglaterra - Jennifer McAdam |
| Top 12             | - Bélgica - Anne Roger - Alemania - Heidemarie Weber - Estados Unidos - Tanya Wilson - Filipinas - Armi Barbara Crespo - India - Roopa Satyan - Japón - Harumi Maeda - Perú - Carmen Ampuero |

### Orden de Clasificación
| Top 12         | Top 5      |
| -------------- | ---------- |
| Inglaterra     | Australia  |
| Brasil         | Inglaterra |
| Japón          | Venezuela  |
| Venezuela      | Israel     |
| Australia      | Brasil     |
| Perú           |            |
| Bélgica        |            |
| Estados Unidos |            |
| Israel         |            |
| Alemania       |            |
| Filipinas      |            |
| India          |            |

## Premios Especiales
| Premio          | Delegada                |
| --------------- | ----------------------- |
| Miss Simpatia   | - Zaire - Ombayi Mukuta |
| Miss Fotogenica | - Bélgica - Anne Roger  |
| Traje Nacional  | - Perú - Carmen Ampuero |

## Delegadas
| - Alemania - Heidemarie Renate Weber - Argentina - Norma Elena Dudik - Aruba - Ivonne Dirksz - Australia - Kerry Anne Wells - Austria - Ursula "Uschi" Pacher - Bahamas - Deborah Jane Taylor - Bélgica - Anne-Marie Roger - Bermudas - Helen Brown - Bolivia - María Alicia Vargas Vásquez - Brasil - Rejane Vieira Da Costa † - Canadá - Bonny Brady - Chile - Consuelo Fernández De Olivares † - Colombia - María Luisa Lignarolo Martínez-Aparicio - Corea del Sur - Park Yeon-joo - Costa Rica - María Victoria "Vicki" Ross González - Curazao - Ingrid Prade - Dinamarca - Marianne Schmidt - República Dominicana - Ivonne Lucía Butler de los Montellanos - Ecuador - María Susana Castro Jaramillo - El Salvador - Ruth Eugenia Romero Ramírez - Escocia - Elizabeth Joan Stevely - España - María Del Carmen Muñoz Castanon - Estados Unidos - Tanya Denise Wilson - Filipinas - Armi Barbara Quiray Crespo - Finlandia - Maj-Len Eriksson † - Francia - Claudine Cassereau - Gales - Eileen Darroch - Grecia - Nansy Kapetanaki - Guam - Patricia Alvarez - Holanda - Jenny Ten Wolde - Honduras - Doris Alicia Roca Pagán | - Hong Kong - Rita Leung Suet-Ling - India - Roopa Satyan - Inglaterra - Jennifer Mary McAdam - Irak - Wijdan Burham El-Deen Sulyman - Irlanda - Maree McGlinchey - Islandia - Maria Johannesdottir - Islas Vírgenes de los Estados Unidos - Carol Krieger - Israel - Ilana Goren - Italia - Isabela Specia - Jamaica - Grace Marilyn Wright - Japón - Harumi Maeda - Luxemburgo - Anita Heck - Malasia - Helen Looi - Malta - Doris Abdilla - México - María Del Carmen Orozco Quibriera - Noruega - Liv Hanche Olsen - Nueva Zelanda - Kristine Dayle Allen - Paraguay - Maria Stela Volpe Martinez - Perú - Carmen Amelia Ampuero Mosquetti - Portugal - Iris Maria Rosario Dos Santos - Puerto Rico - Bárbara Torres Viñolo - Singapur - Jacqueline Hong Han Ghim - Suecia - Britt Marie Johansson - Suiza - Anneliese Weber - Surinam - Carmen Cerna Muntslag - Tailandia - Nipapat Sudsiri - Turquía - Neslihan Sunay - Uruguay - Christina Moller Suárez - Venezuela - María Antonieta Cámpoli Prisco - Zaire - Ombayi Mukuta |

## Panel de jueces
| - Edilson Cid Varela - Mapita Cortez - Kiyoshi Hara - Sylvia Hitchcock - Kurt Jurgen - Jean-Louis Lindican | - Lynn Redgrave - Line Renaud - Arnold Scaasi - Fred Williamson - Earl Wilson |

- Datos: Q73794